# Dominika Miłoszewska
Dominika Miłoszewska (ur. 25 kwietnia 1994 w Warszawie) – polska koszykarka występująca na pozycjach silnej skrzydłowej oraz środkowej.
30 maja 2017 została zawodniczką Wisły Can-Pack Kraków. 20 października opuściła klub.

## Osiągnięcia
Stan na 3 czerwca 2017, na podstawie, o ile nie zaznaczono inaczej.
Drużynowe
- Mistrzyni Polski juniorek starszych (2014)
- Uczestniczka rozgrywek Eurocup (2016/17)
- Zwyciężczyni II Memoriału Franciszki Cegielskiej i Małgorzaty Dydek - Gdynia Super Team (2017)[4]

Indywidualne
- Zaliczona I składu mistrzostw Polski U–20 (2014)

Reprezentacja
- Uczestniczka mistrzostw Europy:
  - U–20 (2013 – 12. miejsce)
  - U–18 (2011 – 6. miejsce)
  - U–16 (2009 – 10. miejsce, 2010 – 14. miejsce)